# Mènades
|  | No s'ha de confondre amb Menades. |

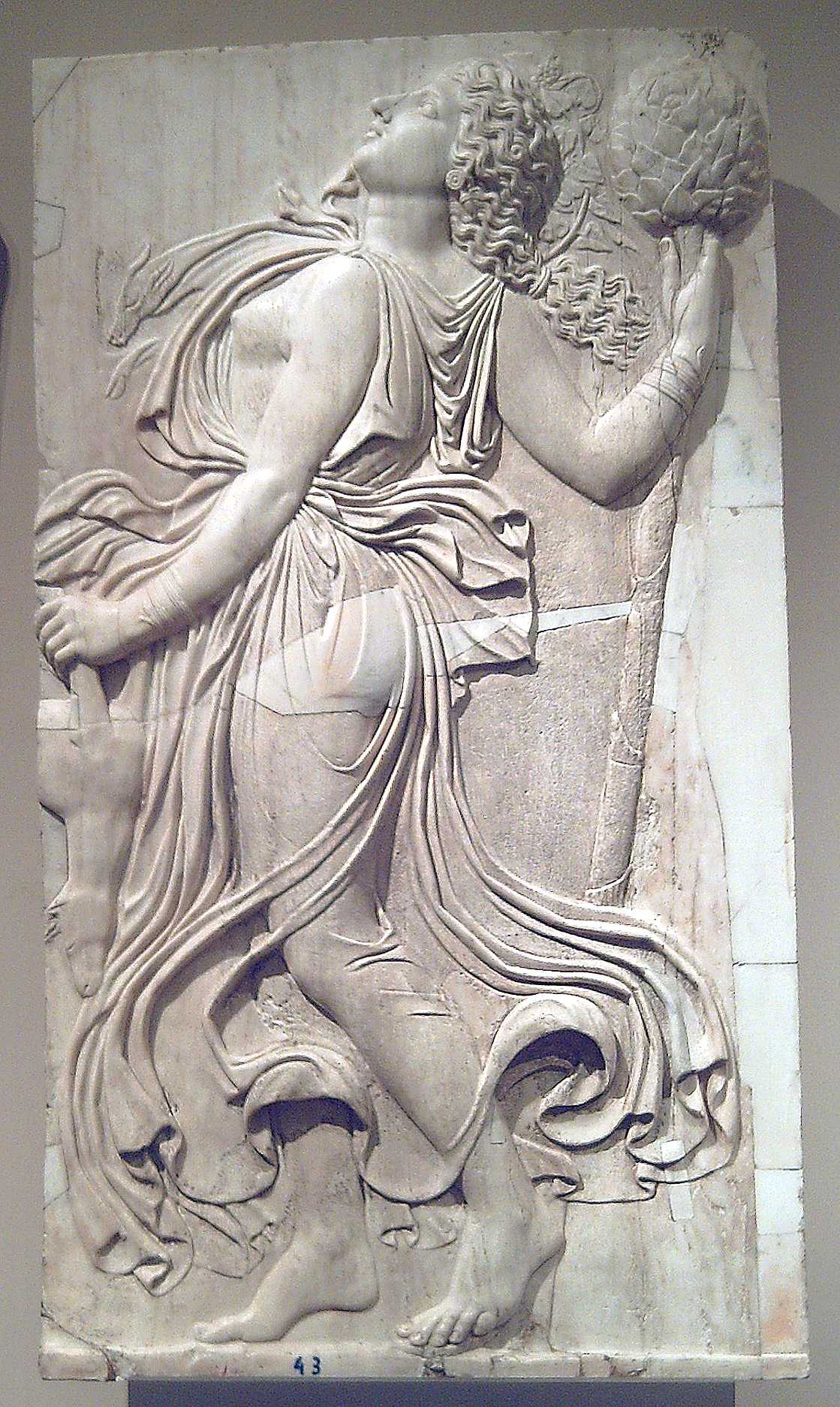
Mènada ballant. Còpia romana d'un relleu grec de les darreries del, Museo del Prado, Madrid

En la mitologia grega, les mènades (en singular, mènada; del grec Μαινάς, Μαινάδες) són éssers femenins divins estretament relacionats amb el déu Dionís, déu originari de Tràcia i Frígia. Les primeres mènades van ser les nimfes que es van encarregar de la criança de Dionís, i que posteriorment van ser posseïdes per ell, que els va inspirar una bogeria mística. Això les contraposa a les bacants o basàrides, dones mortals que emulen les mènades, que es dediquen al culte orgiàstic de Dionís. No hi ha unanimitat, però, en aquestes accepcions. En moltes fonts mènades i bacants són sinònims, entenent-se per bacant l'accepció llatina de mènade.
Literalment, mènades es pot traduir per 'les que desvariegen' o 'les dones posseïdes'. Hom les coneixia com a dones en estat salvatge i de vida alienada amb les quals era impossible raonar. Se'n deia que vagaven en bandes rebels o thíasoi pels vessants de les muntanyes. Els misteris de Dionís, el déu del vi, i la intoxicació, les portaven a un frenesí extàtic. Es permetien dosis importants de violència, vessament de sang, sexe, autointoxicació i mutilació. Són representades pictòricament sovint abillades amb corones de fulles de vinya, vestides amb pells de cervató, portant el tirs (del grec θύρσος, thýrsos) una vareta amb una pinya a la punta i adornada amb heura o fulles de vinya, i dansant amb abandó salvatge a la naturalesa primària. De vegades eren representades nues o amb vestits transparents que no amagaven la seva nuesa. Tocaven la flauta o el tamborí i es lliuraven a danses desenfrenades. Se suposa també que arribaven a practicar en el seu èxtasi l'esparagmos, o esquinçament de les seves víctimes en trossos, per després ingerir-ne la carn crua (antropofàgia).
En el relat mític de la mort d'Orfeu, les mènades trossegen Orfeu quan aquest rebutja el culte a Dionís en favor del culte a Apol·lo, identificat amb el sol. Segons altres fonts, ho fan per l'afront de la seva misogínia, substituïda per homosexualitat. D'una manera similar, en la tragèdia Les Bacants d'Eurípides, aquestes esquarteren el rei tebà Penteu quan prohibeix el culte a Bacus i en nega la divinitat.
Diversos autors (entre ells Nietzsche, en El naixement de la tragèdia, i Julio Cortázar, en Las ménades), veuen en el mite de la mort d'Orfeu la confrontació permanent existent entre els principis apol·lini i dionisíac, entre la serenitat i l'orgia, entre la racionalitat i l'abandó als instints, i és Orfeu, l'inventor de la lira, la medicina i altres arts, el que provoca la seva pròpia destrucció a mans de les forces de la natura per ell deslligades.
Les mènades intervenen en diverses tradicions a més de la d'Orfeu, com ara la de Licurg, o la de Penteu, o la de les Miníades.